# Осіння історія
Осіння історія (рос. Осенняя история) — радянський двосерійний телефільм 1979 року режисерки Інеси Селезньової, драма за повістю Марії Прилєжаєвої «Осінь».

## Сюжет
Початківець журналіст обласної газети Артем Новосельцев за дорученням редакції їде в своє рідне місто. Причиною відрядження став лист, що надійшов до редакції газети, в якому повідомлялося, що Ольга Денисівна — вчителька літератури місцевої школи, будучи досвідченою педагогинею і шанованою в місті людиною, вирішує вийти на пенсію. Як стверджував автор листа — це рішення вчительки було вимушеним. Артему належить на місці з'ясувати всі обставини і розібратися в дивній ситуації.

## У ролях
- Римма Бикова — Ольга Денисівна, вчителька літератури
- Ада Роговцева — Анна Георгіївна Зоріна
- Віталій Юшков — Артем Новосельцев, кореспондент районної газети («Тема»)
- Олена Івочкіна — Маргарита Костянтинівна Садовська («Королева Марго»)
- Станіслав Садальський — Павло Гнатович Патютін («Тютя»)
- Михайло Данилов — Віктор Іванович Лисцов, директор школи
- Зінаїда Шарко — Надія Романівна
- Людмила Іванова — Ніна Тимофіївна, сусідка Ольги Денисівни, продавчиня
- Людмила Дмитрієва — Маша, секретарка Зоріної
- Леонід Кулагін — Ігор Новосельцев, лікар, чоловік Зоріної
- Дмитро Гошев — Володя, чоловік Ніни
- Всеволод Шестаков — Михайло Семенович, редактор
- Ірина Юревич — співробітниця редакції
- Валентина Тализіна — співробітниця редакції
- Геннадій Фролов — Павло Васильович Оленін, бригадир на металургійному заводі
- Михайло Бичков — Льоша Бризгалов, робітник
- Юрій Кузьменко — Ваня Морозов, робітник
- Валентина Коротаєва — Шурочка, робітниця
- Майя Булгакова — Марія Петрівна
- Вадим Захарченко — Пирогов, батько хворого школяра
- Ольга Волкова — вчителька
- Ольга Токарева — вчителька
- Алла Котельникова — вчителька
- Тамара Миронова — вчителька
- Микола Ломтєв — Женя Пєтухов, учень
- Олександр Медакін — Гарік Пряничкін, учень
- Ірина Лук'янович — Уляна Оленіна, учениця
- Валентина Токарська — бабуся

## Знімальна група
- Режисерка — Інеса Селезньова
- Сценарист — Вадим Трунін
- Оператори — Роман Веселер, Валентин Халтурін
- Композитор — Олексій Рибников
- Художник — Петро Пророков